# Julia Deck
Julia Deck (* 1974 in Paris, Frankreich) ist eine französische Autorin.

## Leben
Deck ist die Tochter eines französischen Bildhauers und einer britischen Übersetzerin. Sie besuchte in ihrer Heimatstadt das Lycée Henri IV, bevor sie an der Pariser Sorbonne das Fach Literatur studierte. Ihre Abschlussarbeit im Jahre 1991 befasste sich mit dem 1678 anonym erschienenen Roman Die Prinzessin von Clèves von Marie-Madeleine de La Fayette.
1998 ging Deck für ein Jahr nach New York und schlug sich dort mit Gelegenheitsjobs in Verlagen durch. In den Folgejahren war sie unter anderem für Kommunikation und Öffentlichkeitsarbeit zuständig. Seit 2005 schreibt sie als Freelancer und veröffentlichte 2012 ihren ersten Roman, der im Folgejahr in deutscher Sprache verlegt wurde und sowohl in Frankreich als auch in Deutschland Aufmerksamkeit erregte.

## Preise und Auszeichnungen
- 2013: Prix du premier roman de l’université d’Artois für Viviane Élisabeth Fauville.
- 2013: Auswahlliste der deutschen Hotlist für denselben Roman.

## Veröffentlichungen
- Viviane Élisabeth Fauville. Les Éditions de Minuit, Paris 2012, ISBN 978-2-7073-2240-1.
  - deutsch von Anne Weber: Viviane Élisabeth Fauville. Wagenbach, Berlin 2013, ISBN 978-3-8031-3251-2.
- Le Triangle d’hiver. Les Éditions du Minuit, Paris 2014, ISBN 978-2-7073-2399-6.
  - deutsch von Antje Peter: Das Winterdreieck. Roman. Wagenbach, Berlin 2016, ISBN 978-3-8031-3276-5.[1]
- Propriété privée. Les Éditions de Minuit, Paris 2019, ISBN 978-2-7073-4578-3
  - Julia Deck: Privateigentum. Aus dem Französischen von Antje Peter. Klaus Wagenbach, Berlin 2020, ISBN 978-3-8031-1356-6
  - Julia Deck: Nationaldenkmal. Aus dem Französischen von Sina de Malafosse. Klaus Wagenbach, Berlin 2022, ISBN 978-3-8031-1371-9